# Otto Keller (Fußballspieler)
Otto Keller (* 13. Februar 1939; † 6. August 2014) war ein deutscher Fußballspieler, der von 1959 bis 1961 beim VfL Bochum in der Oberliga West 42 Spiele mit neun Toren absolviert hat.

## Laufbahn
Der talentierte Angreifer nahm mit der Jugendnationalmannschaft am UEFA-Juniorenturnier 1957 in Spanien teil. Er kam in den zwei Spielen am 14. beziehungsweise 18. April jeweils in Madrid gegen Ungarn (2:2) und Spanien (1:1) zum Einsatz. Er bildete jeweils mit dem späteren A-Nationalspieler Günter Herrmann den rechten Flügel.
Als Aktiver des Bochumer Stadtteilvereines Märkischer BV Linden wurde der Rechtsaußen Otto Keller am 15. April 1959 von DFB-Trainer Georg Gawliczek für das Länderspiel der Fußballnationalmannschaft der Amateure in Enschede gegen Holland nominiert. Beim 2:0-Sieg – beide Tore erzielte Mittelstürmer Erwin Stein – bildete er mit Heinz Höher den rechten Flügel. Zur Runde 1959/60 wurde er Aktiver vom VfL Bochum in der Oberliga West. Am ersten Spieltag, den 23. August 1959, debütierte er beim 1:1-Remis bei Hamborn 07 in VfL-Ligamannschaft und er brachte auch in der 48. Minute Bochum mit einem Tor 1:0 in Führung. Der Ex-Amateurspieler absolvierte 15 Oberligaspiele mit drei Toren und Bochum rangierte auf dem elften Rang in der Abschlusstabelle. Als der Flügelspieler seine persönliche Bilanz im zweiten Jahr, 1960/61, auf 27 Spiel mit sechs Toren steigern konnte, reichte das nicht aus um den Klassenerhalt für Bochum zu sichern. Der VfL stieg 1961 aus der Oberliga ab. In der II. Division belegten Keller und seine Mannschaftskameraden in der Runde 1961/62 den dritten Rang hinter den zwei Aufsteigern in die Oberliga, Bayer Leverkusen und dem Wuppertaler SV. Der Angreifer hatte aber unter Trainer Hermann Lindemann lediglich zehn Ligaspiele absolviert, in denen er zwei Treffer erzielte. Das zweite Jahr in der 2. Liga West verlief mit Trainer Lindemann sportlich mit dem 14. Rang völlig unbefriedigend. Keller gehörte mit 28 Einsätzen und vier Toren genau wie Werner Jablonski (28-16), Egon Milder (23-2) und Walter Zastrau (29-0) der VfL-Stammbesetzung an. Zur Runde 1963/64 schloss sich Keller Rot-Weiß Oberhausen in der Debütrunde der zweitklassigen Regionalliga West an.
Am zweiten Spieltag der Fußball-Regionalliga 1963/64, RWO verlor mit 5:8 Toren bei Fortuna Düsseldorf, beendete er mit seinem Treffer in der 87. Minute zum 5:8 das torreiche Spiel. Keller lief in 22 Ligaspielen für Oberhausen auf und landete mit seinen Mannschaftskameraden Lothar Kobluhn und Hans Siemensmeyer am Rundenende auf dem siebten Tabellenplatz. Unter Trainer Willibald Hahn kam er im zweiten Regionalligaspieljahr 1964/65 nur noch zu drei Einsätzen. Sein letztes Ligaspiel bestritt Keller am 23. August 1964 beim 1:0-Heimsieg gegen den Homberger SV auf Rechtsaußen an der Seite der Sturmkollegen Albert Eichholz, Rolf Lendzian, Siemensmeyer und Franz Fliege.